# Lee Ae-ran
Lee Ae-ran (nacida en 1964) es una activista norcoreana. Después de que sus abuelos desertaron a Corea del Sur, ella y su familia fueron enviados en un campo de trabajo en Corea del Norte. Fue encarcelada durante 8 años. En 1997, se escapó a Corea del Sur después de que un pariente estadounidense publicara una memoria en la que afirmaba que el padre de Lee estaba involucrado en los esfuerzos contra el régimen.
En 2005, fundó el Programa de Becas de Liderazgo Global, que otorga becas a estudiantes norcoreanos para aprender inglés. En 2008, se convirtió en la primera desertora norcoreana en postularse para un escaño en la Asamblea Nacional. En 2009, Lee se convirtió en la primera desertora norcoreana en obtener un doctorado, que lo obtuvo en la Universidad de Mujeres Ewha en la materia de alimentación y nutrición. También en 2009, fundó la Organización de Mujeres Defectoras de Hana, una ONG que brinda a las mujeres norcoreanas que viven en Corea del Sur con capacitación laboral, cuidado de niños, apoyo educativo y capacitación en derechos humanos.
A partir de 2012, está a cargo del Instituto de Alimentos Tradicionales de Corea del Norte, que brinda capacitación vocacional a los desertores de Corea del Norte y trata de acercar a Corea del Norte y Corea del Sur mediante la enseñanza sobre la cultura alimentaria de Pionyang. También en 2012, Lee encabezó una huelga de hambre de 18 días frente a la embajada china, contra la repatriación de refugiados norcoreanos detenidos en China.
Recibió el Premio Internacional a las Mujeres de Coraje en 2010.